# Никитин, Виктор Иванович (полный кавалер ордена Славы)
Виктор Иванович Никитин  (1924 — 1970) — сапёр сапёрного взвода 88-го гвардейского стрелкового полка (33-я гвардейская стрелковая дивизия, 2-я гвардейская армия армия, 1-й Прибалтийский фронт), гвардии рядовой.

## Биография
Родился в крестьянской семье в деревне Ажовка Венёвского уезда Тульской губернии (в настоящее время Венёвский район Тульской области). Окончил 7 классов школы, работал в колхозе.
В августе 1942 года Мордвесским райвоенкоматом Тульской области был призван в ряды Красной армии. С декабря 1942 года на фронтах Великой Отечественной войны. Воевал на Сталинградском фронте.
Приказом по 88-му гвардейскому стрелковому полку от 26 апреля 1944 года за мужество и героизм в боях с немецко-фашистскими захватчиками, за оборудование под беспрерывным огнём противника НП командира полка и проделывание проходов в проволочных заграждениях для наступающей пехоты гвардии был награждён медалью «За отвагу».
В боях за освобождение Севастополя 9 мая 1944 года при разведке путей следования стрелковых подразделений участвовал в разминировании дороги. Лично им было снято 19 мин и 2 фугаса. В Северной бухте Севастополя, участвуя в группе разграждения, он снял 8 мин, чем обеспечил успех продвижению войск. Приказом по 33-й гвардейской стрелковой дивизии от 25 мая 1944 года он награждён орденом Славы 3-й степени.
По заданию командования в районе города Кельме в Литве в период 6—16 августа 1944 года в сложной боевой обстановке, под обстрелом противника, установил в его тылу вблизи боевых порядков свыше 40 мин. 16 августа, при атаке, на них подорвался танк противника и танковая атака захлебнулась. Приказом по 2-й гвардейской армии от 21 сентября 1944 года был награждён орденом Славы 2-й степени.
12 октября 1944 года при проведении разведывательной сапёрной операции на реке Неман был ранен командир взвода. Вместе с ним были ранены и бойцы находившиеся в лодке. Увидев тяжёлое положение раненых, бросился в воду, достиг лодки и доставил её и людей на правый берег, чем спас жизнь сапёров и командира взвода. Указом Президиума Верховного Совета СССР от 24 марта 1945 года был награждён орденом Славы 1-й степени.
2 марта 1945 года возле Прилаккена в районе Меденау (Логвино) под сильным огнём противника на переднем крае установил 50 противотанковых и 60 противопехотных мины, на которых при контратаке противника подорвались 8 солдат противника и 2 танка. В этом же бою Никитин огнём автомата уничтожил 3-х солдат противника. Приказом по 33-й гвардейской стрелковой дивизии от 22 марта 1945 года был награждён орденом Красной Звезды.
В боях в Восточной Пруссии 6—9 апреля 1945 года под беспрерывным огнём противника в районе пруда Филинс построил штурмовой мостик через противотанковый ров, чем обеспечил продвижение штурмовым подразделениям. 8 апреля в районе кирпичного завода на окраине Кёнигсберга заделал воронку на дороге и снял 12 противотанковых мин, чем обеспечил движение самоходной артиллерии. Приказом по 13 гвардейскому корпусу от 25 апреля 1945 года награждён орденом орденом Отечественной войны 2-й степени.
Старшина Никитин был демобилизован в феврале 1947 года. Вернулся на родину, жил в родной деревне. Работал кладовщиком, бригадиром в колхозе «Россия».
Скончался 4 сентября 1970 года.

## Память
- Похоронен в деревне Марынино Венёвского района.